# グリース
グリース（grease）またはグリスとは、液状潤滑油、またはその他の液状潤滑剤に増稠剤（ぞうちょうざい）が添加、均一に混合させられたものである。
潤滑剤の一種で、油よりも粘度が高く流動性が低いため常温では半固体または半流動体である。
英語表記一般でのgreaseとは、粘度が高い物質を示すもので、本項で示す潤滑剤や粘度の高い整髪料などを意味する。

## 使用方法
グリースの用途は、主にすべり軸受や転がり軸受（ベアリング）、あるいは潤滑面が動くために液体潤滑剤では潤滑剤の膜が付着した状態を保つのが難しい摺動面である。
グリースは使用中に異物の混入や高温による劣化などがあるため定期的な更新を必要とする。この時、平滑面では定期的な洗浄と再塗布が、転がり軸受けではグリースガンを用いて新しいグリースを注入し、古いグリースを押し出す方法が一般的である。

## 組成
グリースは基油、増稠剤、添加剤の三要素から成る。いくつかのグリースには性能を向上させるためにPTFE（ポリテトラフルオロエチレン）が加えられている。ギア用グリースは生石灰（酸化カルシウム）を混合して鉱油で薄めたロジンと数パーセントの水からなる。
特殊な用途を持つグリースにはグリセリンやソルビタンエステルが添加されており、低温条件などで使用される。「極圧 (EP, extra pressure)」と名づけられたグリースは高い圧力や負荷がかかる場合のためのものであり、普通の物では圧縮により塗布した部品が接触して摩擦や磨耗が起こってしまうようなときに用いる。極圧グリースには通常グラファイトや二硫化モリブデンといった固体潤滑剤が含まれている。固体潤滑剤は金属の表面に結合し、金属面が互いに接触すること、および潤滑剤の膜が薄くなりすぎた際に摩擦・磨耗が起こることを防ぐ。

## 性質
潤滑剤として一般潤滑油と比較した特徴を列記する。
- 比較的低速度・大荷重に適する
- 密封性が良い
- 飛散・漏洩が少ない
- 抵抗が大きい
- 放熱性・冷却性が悪い
- 温度や速度の条件が変わると、稠度が大きく変化する。
- 増稠剤は金属への高い親和性を有しているので液状潤滑油よりも金属部材への吸着性が良い。

### 塑性固体
グリースは非ニュートン流体の塑性流体であり、加わられる剪断応力によってその粘度を変化させる。これに対して液体の潤滑油はニュートン流体であり、一定の温度では剪断応力に関わらず粘度が一定である。潤滑油のようなニュートン流体の（絶対）粘度はニュートンの粘性法則の比例定数（粘性係数）であり、計算者は剪断速度と掛けることによって剪断応力を導き出すことができる。このようにニュートン流体とグリースで粘度の意味合いと用途が大きく異なる。絶対粘度と区別するため、グリースのような非ニュートン流体の粘度は見かけ粘度（apparent viscosity）という。
剪断応力がない、または非常に小さいとき、グリースは固体である。流動性はない。このとき、グリース内部では増稠剤の繊維状の高分子同士は化学的な相互作用により結合している。この結合の発生を架橋（cross-linking）という。この相互作用により繊維は網目状の立体構造（網目構造、network structure）を形成している。グリース内部で基油は網目構造の間隙を満たしている。この網目構造が、微小な剪断応力範囲でグリースを固体にしている。網目構造が形成されてグリースが固体となっている状態をゲル状態といい、網目構造による高い粘性を構造粘性（structural viscosity）という。
剪断応力がある量以上となるとグリースは液体（ゾル状態）となる。この状態変化の境界、ゲル状態がゾル状態へ変化するための最低の剪断応力の大きさを降伏値（yield value）という。降伏値を上回る剪断応力が加えられると、グリースの繊維間の相互作用は切断され、網目構造は崩壊する。このとき構造粘性は消失している。そしてグリースは液体のゾル状態になる。
ゾル状態では剪断応力が大きくなるほど見かけ粘度は小さくなる。この粘度低下をずり流動化（ずり減粘、shear-thinning）という。ずり流動化の原因はゾル状態では繊維は徐々に分離し方位性配列するためである。方位性配列とは、分離が進行して繊維が剪断応力の方向に並び、粘度への寄与を小さくすることである。
一方、ゾル状態で剪断応力が小さくなると見かけ粘度は増加する。この粘度増加をずり粘稠化（shear thickening）という。ずり粘稠化は繊維の方向が無秩序に戻ることに伴う。剪断応力が降伏値を下回った時、再び繊維間は架橋し、立体構造は復活する。そしてグリースはゲル状態に戻る。

### 揺変性
グリースのずり流動化の程度は剪断速度のみで一意に決まらず、荷重がかかる時間も関与する。例えば軸の回転速度を一定にして回転を続けたとき、軸と軸受けの間を満たすグリースの粘度は一定でない。時間経過とともに粘度は減少する。この性質を揺変性（チクソトロピー）という。揺変性は、グリースのゾル状態は時間とともに段階的に進行することに由来する。荷重の間に時間経過とともに増稠剤繊維の分離と方位性配列は進行する。

## 性状指標
グリースの性状と性能を客観的に文書で明示するため、様々な指標が存在する。一般的に、これら指標は性状表という文書にまとめられており、グリースの購入前に仕入れ先から閲覧することができる。
稠度
稠度（cone penetration）とはグリースの硬さや流動性の指標である。潤滑油の動粘度にあたる性能で、使用するグリースの選定は主に稠度によって決められる。日本工業規格の「JIS K 2220:2013 グリース 7 ちょう度試験方法」に測定方法が定められている。同規格では、稠度を000号 - 6号の9区分に分類している。これら区分を稠度番号という。グリース製品の呼び方と表示において、稠度番号を明示することがJIS規格で定められている。
滴点
滴点（dropping point）とは、グリースを詰められて加熱された規定の容器からグリースが滴下する温度である。グリースはある温度以上になると構造粘度を失い、液体となる。このとき、粘度は急激に減少する。滴点はグリースが液体となる温度といえる。滴点の測定方法は日本工業規格において「JIS K 2220:2013 グリース 8 滴点試験方法」で規定されている。滴点はグリースの耐熱性の指標であり、滴点以上の使用は摩擦摩耗の原因となる。
銅板腐食
グリースの銅板腐食とは、そのグリースの金属腐食性の指標である。グリースの基油には硫黄や窒素化合物が含まれており、高速の摩擦を受けると摩擦熱でそれぞれ硫酸と硝酸になり得る。これら酸が金属を腐食させる原因となる。この試験では、研磨した規定の銅片にグリースを塗布し、銅片やグリースの腐食や変色の程度を評価する。測定方法は日本工業規格において「JIS K 2220:2013 グリース 9 銅板腐食試験方法」で規定されている。
蒸発量
グリースの蒸発量は、規定の条件でのグリースからの成分の蒸発による重量の損失分率である。グリースからは水分や軽質油分が蒸発しており、蒸発は熱や剪断により促進される。蒸発量が大きいと長期使用で潤滑性やその他性能が低下する虞がある。このため、蒸発量が小さいグリースは長期使用上望ましい。測定方法は日本工業規格において「JIS K 2220:2013 グリース 10 蒸発量試験方法」で規定されている。
離油度
離油度は、静的な状態でのグリースの構成基油の分離性の指標である。基油が分離するとグリースは硬化する。これが進行すると、グリースの潤滑性が無くなり使用できなくなったり、機械の故障や焼き付きの原因となったりする。このため、離油度はグリースの貯蔵安定性や寿命の指標となる。ただし、ある程度の基油の分離性は潤滑効果を高める。測定方法は日本工業規格において「JIS K 2220:2013 グリース 11 離油度試験方法」で規定されている。
酸化安定度
グリースの酸化安定度とは、酸素圧755kPaのボンベ中にグリースを置き99℃に加熱して100時間後の酸素圧の減少量を5kPaの整数倍で表し数値である。酸化に対する強さを表す。測定方法は日本工業規格において「JIS K 2220:2013 グリース 12 酸化安定度試験方法」で規定されている。
混和安定度
混和安定度（worked stability）とは、グリースを25℃で10万回混和した後に60往復混和した直後の稠度である。混和安定度は、潤滑に長期間使用したときの稠度の寿命の指標となる。測定方法は日本工業規格において「JIS K 2220:2013 グリース 15 混和安定度試験方法」で規定されている。グリースは長期間剪断を受けると、その構造が破壊されて軟化する傾向にあるという問題がある。混和安定度は長期使用での軟化の傾向の程度を示す。実際にはグリースは非常に複雑な条件で使用されていることが多く、実際の寿命と混和安定度との相関はあまりないとされる。一般的に、混和安定度測定用の電動混和装置と稠度測定用（60回混和用）のそれとは異なる。
水洗耐水度
水洗耐水度とは、グリースの耐水性の指標である。測定方法は日本工業規格において「JIS K 2220:2013 グリース 16 水洗耐水度試験方法」で規定されている。この試験では、グリースを塗布した玉軸受を63±3 rad/sに回転させながら、玉軸受に38±1.7℃または79±1.7℃の水を10秒間噴射する。グリース重量の減少分率(%)を水洗耐水度とする。
漏洩度
グリースの漏洩度とは、規定量だけグリースを充填されたホイールハブを規定の条件で回転したときにホイールハブおよび軸受から漏洩したグリースの総重量である。測定方法は日本工業規格において「JIS K 2220:2013 グリース 17 漏えい度試験方法」で規定されている。
低温トルク
グリースを詰めた規定の開放形玉軸受の内輪を、ある温度および回転数（毎分 1 rpm）で回転させたとき、その軸受の外輪を制止させるのに必要な力（トルク）は、そのグリースのその温度での低温トルクという。低温トルクは低温でのグリースの流動性を示す。値が小さいほど低温での流動性が高い。グリースは低温で硬くなり潤滑性が悪くなるため、寒冷での使用に低温トルクは重要である。
測定方法は日本工業規格において「JIS K 2220:2013 グリース 18 低温トルク試験方法」で規定されている。測定には低温トルク測定機が必要であり、規格はJIS等で定められている。低温トルクは2種類存在し、一つの試験で両方とも得られる。起動トルク：回転起動時に得られる最大トルク。装置を起動して摩擦や摺動直前の、何も力を加えられていない静止状態でグリースは最も硬い。回転トルク：規定時間回転した後に得られるトルクの平均値。時間だけ剪断を受けるとグリースは流体となり潤滑性を示すが、回転トルクはこのときの流動性と潤滑性を示す。起動トルクは起動開始直後の測定値と、回転トルクは回転10 分間の最後の15 秒間における測定値とハウジングのトルク半径の積である。
見掛け粘度
見掛け粘度とは、ハーゲン・ポアズイユの式で計算するずり速度（剪断率）に対するずり応力（剪断応力）の比である。グリースは非ニュートン流体であるため、見掛け粘度はずり速度によって異なる。測定方法は日本工業規格において「JIS K 2220:2013 グリース 19 見掛け粘度試験方法」やASTM D 1092 「Apparent Viscosity of Lubricating Grease」 で規定されている。測定には見掛け粘度試験機が必要であり、規格はJIS等で定められている。
成分量
グリース中の成分の定性および定量試験の方法がある。一般的な水分の定量方法は蒸留法であり、日本工業規格において「JIS K 2275-3:2015 原油及び石油製品－水分の求め方－」で規定されている。夾雑物の検出方法は一般的に顕微鏡観察であり、「JIS K 2220:2013 グリース 13 きょう雑物試験方法」で規定されている。数値による評価は、試料1mm3当たりの粒子数で行われる。単位体積ごとの粒子数の計数のためのテンプレート（血球計数板など）が市販されている。灰分の定性・定量は「JIS K 2220:2013 グリース 14 灰分試験方法」で規定されている。この規格では、試料は坩堝内で燃焼された後、電気炉で600℃に加熱される。熱処理の後の残留物の重量を灰分量とする。このほか、硫酸灰分試験方法がある。この方法では坩堝での燃焼の後、試料は硫酸を加えられて、硫酸の沸騰が止むまで加熱される。
耐荷重能
耐荷重能の試験方法は、JIS規格では曾田式四球法とチムケン法の二つである。ASTM規格ではシェル四球式が定められている。一般的にシェル四球式が普及している。
吸引性と圧送性
一般的に潤滑目的のグリースの供給（給脂）はメンテナンスの観点から定期的に行わなければならない。集中給脂装置による給脂の良否は吸引性（slumpability）および圧送性（pumpability）という用語により表される。
吸引性とは、グリースタンクからポンプによってグリースが吸い込まれる場合の良否をいう。吸引性が低いと給脂装置および給脂箇所への供給が非効率である。典型的な場合、吸い込み側に真空部分ができたりポンプが空気だけを吸い込んだりする。このような状態が続くと、潤滑箇所にグリースが十分に給脂されず、給脂装置は油切れを起こす。
吸引性は稠度や、増稠剤の繊維の大小による。一般に、長繊維のグリースでは短繊維のものと比べて吸引性が優れている。また、不混和稠度が大きいほど、降伏値が小さいほど、吸引性は高い。しかし、実際は給脂装置を改善することでグリース吸引の問題は解決することが多い。装置の改善方法としては例えば、ポンプを真空度の高いものと交換する、配管を短かくする、配管の径を大きくする等である。
圧送性は、グリースが配管内を圧送されるときの流動の効率である。流動性が低いほど、圧送に要する圧力が大きくなる。圧送性は、数百メートルにもおよぶ集中給脂や自動車の集中給脂などで特に重要である。圧送性はグリースの見かけ粘度の大小による。グリースの圧送に所要する圧力はグリースの見かけ粘度に比例するためである。

## 用途別分類

### JIS規格に基づく分類
日本工業規格では用途別にグリースを7種類に分類している。各分類項ではグリースの成分、性能、および稠度番号が定められている。
| 用途別                     | 種別 | 稠度番号           | 使用温度範囲(℃) | 低荷重 | 高荷重 | 衝撃 | 水との接触 | 適用例                         |
| -------------------------- | ---- | ------------------ | --------------- | ------ | ------ | ---- | ---------- | ------------------------------ |
| 一般用グリース             | 1種  | 1号、2号、3号、4号 | -10 - +60       | 適     | 否     | 否   | 適         | 一般低荷重用                   |
| 一般用グリース             | 2種  | 2号、3号           | -10 - +100      | 適     | 否     | 否   | 否         | 一般中荷重用                   |
| 転がり軸受用グリース       | 1種  | 1号、2号、3号      | -20 - +100      | 適     | 否     | 否   | 適         | 汎用                           |
| 転がり軸受用グリース       | 2種  | 0号、1号、2号      | -40 - +80       | 適     | 否     | 否   | 適         | 低温用                         |
| 転がり軸受用グリース       | 3種  | 1号、2号、3号      | -30 - +130      | 適     | 否     | 否   | 適         | 広温度範囲用                   |
| 自動車用シャシーグリース   | 1種  | 00号、0号、1号 2号 | -10 - +60       | 適     | 適     | 適   | 適         | 自動車シャシー用               |
| ホイールベアリンググリース | 1種  | 2号、3号           | -20 - +120      | 適     | 否     | 否   | 適         | 自動車ホイールベアリング用     |
| 集中給油用グリース         | 1種  | 00号、0号、1号     | -10 - +60       | 適     | 否     | 否   | 適         | 集中給油式中荷重用             |
| 集中給油用グリース         | 2種  | 0号、1号、2号      | -10 - +100      | 適     | 否     | 否   | 適         | 集中給油式中荷重用             |
| 集中給油用グリース         | 3種  | 0号、1号、2号      | -10 - +60       | 適     | 適     | 適   | 適         | 集中給油式高荷重用             |
| 集中給油用グリース         | 4種  | 0号、1号、2号      | -10 - +100      | 適     | 適     | 適   | 適         | 集中給油式高荷重用             |
| 高荷重用グリース           | 1種  | 0号、1号、2号、3号 | -10 - +100      | 適     | 適     | 適   | 適         | 衝撃高荷重用                   |
| ギヤコンパウンド           | 1種  | 1号、2号、3号      | -10 - +100      | 適     | 適     | 適   | 適         | オープンギヤ及びワイヤロープ用 |

各分類項について説明する。
- 一般用グリース
  - 1種 ― 増稠剤にカルシウム石鹸を用い、耐水性が高いグリース。1号、2号、3号、4号で滴点はそれぞれ80℃以上、85℃以上、85℃以上、90℃以上であり、熱に弱い。水洗耐水度（38度、1時間）は質量分率20%以下。水分の規定上限が存在する。
  - 2種 ― 増稠剤にナトリウム石鹸を用い、耐熱性が高いグリース。滴点は170℃以上。水に弱い。水洗耐水度の規定は無い。
- 転がり軸受用グリース
  - 1種 ― 主に基油と増稠剤から成り、機械的安定性、耐水性、および防錆性が良好なもの。
  - 2種 ― 1種の特性に加え、低温性が優れているもの。
  - 3種 ― 2種の特性に加え、耐熱性が優れているもの。
- 自動車用シャシーグリース1種 ― 増稠剤にカルシウム石鹸を用い、耐荷重性と圧送性が良好なもの。
- 自動車用ホイールベアリンググリース1種 ― 主に基油と増稠剤から成り、耐熱性、耐水性、機械的安定性および耐漏洩性が良好なもの。
- 集中給油用グリース
  - 1種 ― 増稠剤にカルシウム石鹸を用い、圧送性が良好なもの。
  - 2種 ― 主に基油と増稠剤から成り、圧送性、耐熱性、耐水性、および機械的安定性が良好なもの。
  - 3種 ― 増稠剤がカルシウム石鹸で極圧添加剤が配合されており、圧送性と耐荷重性が良好なもの。
  - 4種 ― 極圧添加剤が配合されており、圧送性、耐熱性、耐荷重性、および機械的安定性が良好なもの。
- 高荷重用グリース1種 ― 二硫化モリブデンなどの固体潤滑剤が配合されており、耐荷重性、機械的安定性および耐熱性が良好なもの。
- ギヤコンパウンド1種 ― 主に基油とアスファルトから成るもの。

### JIS規格に基づかない分類

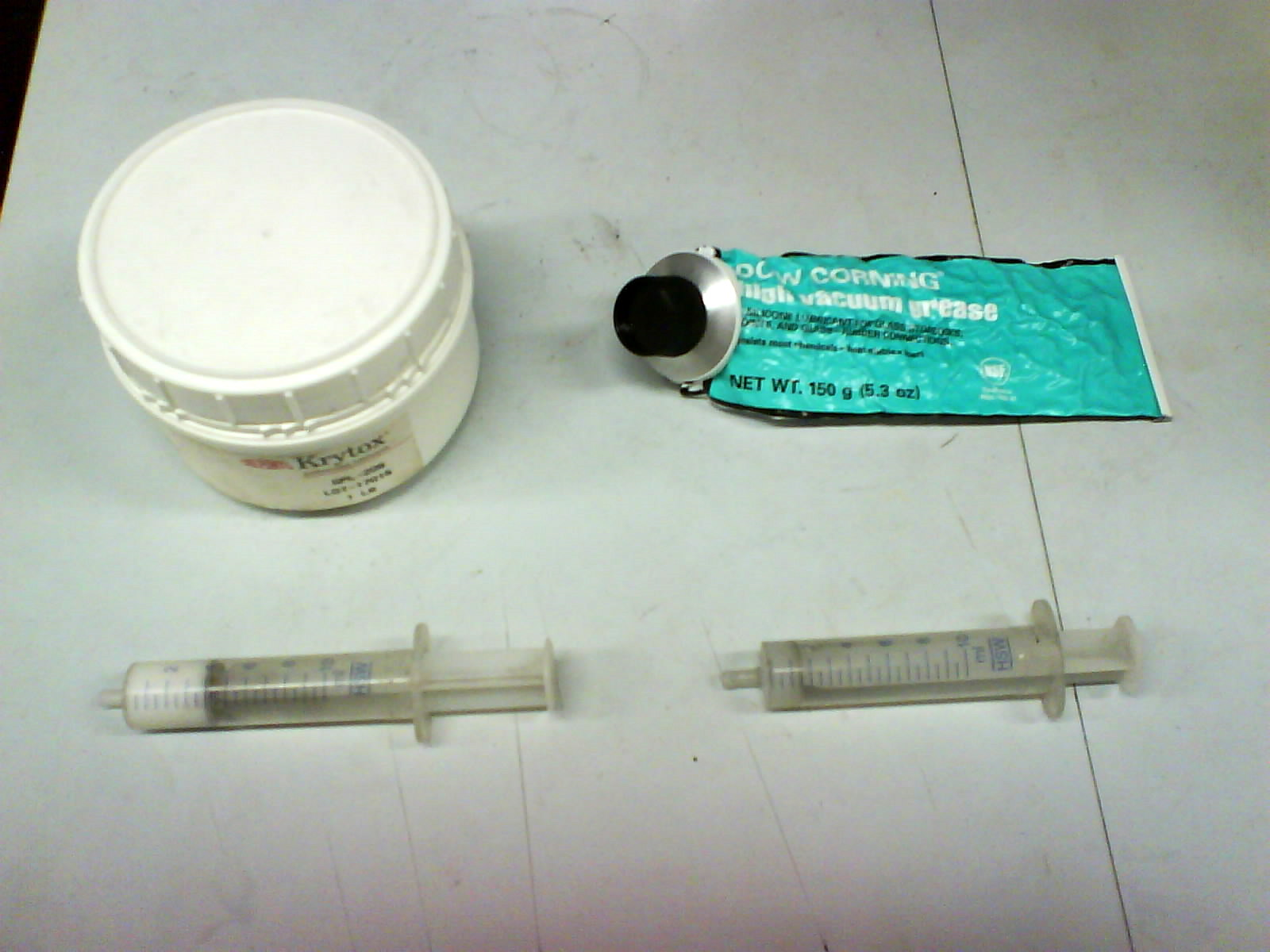
実験室で使われるグリース。左はクライトックス、右はシリコングリース。使いやすいように注射器に入れられている

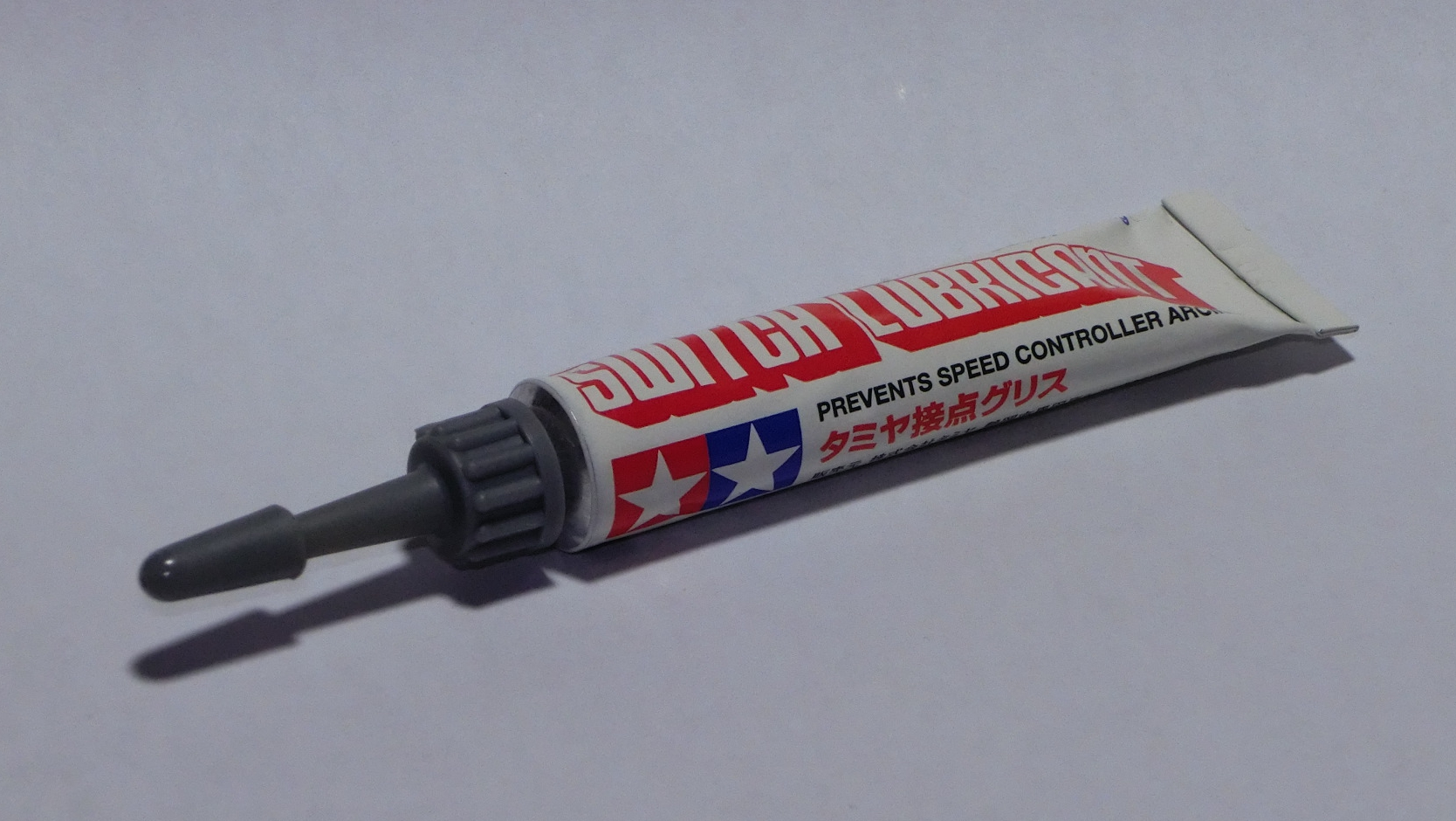
接点用のグリース

シャーシーグリース
自動車のシャーシーの軸受や摺動部に用いられるグリースをシャーシーグリースと呼ぶ。シャーシーグリースには高い耐水性が要求される一方、高い耐熱性は必要とされない。一般的にシャーシーグリースにはカルシウムグリースやリチウムグリースなどが用いられている。一方、ブレーキ用のグリースにはゴムに対する潤滑性や化学的安定性が必要とされるため、ラバーグリースが採用される。
ラバーグリース
ゴム用のグリース。特徴として、ゴムの潤滑性を特に高めることと、化学的にゴムを侵さない。シリコーングリースやグラファイトグリースなどである。自動車のブレーキなど、特に荷重が大きい箇所へのラバーグリースには二硫化モリブデンや有機モリブデンなどの極圧剤が配合される。
耐樹脂性グリース
樹脂への影響が小さくなるよう設計されたグリース。樹脂と接触する（樹脂-樹脂、樹脂-金属の潤滑）、あるいは接触する可能性のある個所での潤滑に使用される。耐樹脂性がないグリースでは樹脂の潤滑においてスティックスリップ、異音、摩耗が生じやすい。特にエステル系グリースの場合、エステル系の基油は樹脂組織に浸透しやすく、樹脂折れやひび割れを起こす。耐樹脂性グリースは塗布面近傍への基油の拡散が少なく（このことを、耐拡散性が高いと表現する）、AV・OA機器等の光学部品やテープの汚染防止につながる。また、手触りが滑らかかつべたつきがない（このことを、フィーリング性が高いと表現する）。フィーリング性は、ステレオボリューム等、手動操作時の滑らかさが必要な摺動部品で必要とされる。耐樹脂性グリースの例として、基油として合成炭化水素油、増稠剤として汎用型のリチウム石けん系と耐熱性型のジウレア系が採用されている。
実験室用グリース

アピエゾン (Apiezon)、シリコングリース、フルオロエーテルグリースがコックやガラス器具のすり合わせ用の潤滑剤として一般的に用いられる。グリースはすり合わせが固まって取れなくなることを防いだり、高真空系での空気漏れを防ぐ。
アピエゾンや類似の炭化水素を主成分とするグリースは高真空を作る際に最も適している。また、大部分の有機溶媒に可溶である。そのためペンタンやヘキサンを使ってふき取ることが容易であるが、反応混合物を汚染しやすい。
シリコングリースはアピエゾンやフルオロエーテルグリースよりも安価である。比較的不活性であり、普通は反応に影響を及ぼすことはないが、これも反応混合物を汚染しやすく、化合物の構造決定に用いられる 1H NMR で δ 0 付近のピークとして検出される。溶媒を使ってふき取るか、細かい構造を持つ器具の場合はアルカリバスに浸すことによって除去できる。
フルオロエーテルグリースは溶媒、酸、塩基、酸化剤に対して安定である。しかしながら高価であり、また除去することが困難である。
水溶性グリース類
グリースが持つ潤滑剤としての性能や高い粘度を有し、かつ毒性が無く油を主成分としない物質が必要とされる場合がある。カルボキシメチルセルロース (carboxymethyl cellulose, CMC) はそのような場合に用いられる水溶性グリース類の1つである。CMC は溶液のけん濁剤および潤滑剤として使われ、さらに潤滑能が求められる場合はシリコングリースが添加される。外科的処置等に用いられるこの種の潤滑剤のうち、最も一般的なものはKYゼリーである。
接点用グリース

電気・電子部品の摺動接点部や接続部などに用いるグリース。導電性を安定させ、火花の発生を防ぎ、摺動接点部や接続部の酸化や摩耗を抑制する。熱で流出せず安定した粘性を保つなどの要件が求められる。あえて導電性を持たせていないものを一般に用いるが(写真のものはその一例)、カーボンファイバーなどの導電性物質を含み、グリス自体に導電性を持たせることで、接点抵抗の低減を図ったものもある。後者は隣接する接点を不用意に導通させ、電気回路の短絡を招く場合があるので、使用場所に留意する必要がある。

#### 食品機械用グリース
アメリカ国立科学財団（NSF）は、食品機械用潤滑剤の規格を定めている。この規格は「食品工場用潤滑油 NSFガイドライン」と呼ばれる。現在、この規格が食品機械用潤滑剤の規格として唯一である。日本においても食品機械用グリースの販売に際して同規格は参照されている。食品工場用潤滑油 NSFガイドラインの内容を以下に示す。
H1：Lubricants with incidental contact食品に接触するべきではないが混入しても安全な潤滑剤。言い換えれば食品との偶発的接触が許諾される潤滑剤。原材料は、アメリカ食品医薬品局（FDA）の規格21CFR 178.3570に記載された物質および、FDAが安全基準合格証（GRAS）を与えた物質（GRAS物質）のみでなければならない。
H2：Lubricants with no contact食品に絶対に接触してはならない潤滑剤。ただし、食品と接触する可能性のない箇所（食品工場内部や周囲で食品の置かれていない所）では使用が可能。鉛化合物などの明らかに人体に有害である物質を含まない。
H3：Soluble oils食肉等を吊すフックやレールに引っ掛けるトロリーに塗布する防錆用オイル限定の規格。原材料はFDA規定の食用油（大豆油、コーン油など）やGRAS物質のみでなければならない。
HT1：Heat transfer fluids with incidental contact偶発的に食品に触れる可能性がある箇所で使用できる熱媒体油。原材料はFDAの21CFR 178.3570に記載された物質、172、182及び184で規定された物質のみでなければならない。
HT2：Heat transfer fluids with no contact食品に触れる可能性がない箇所でのみ使用できる熱媒体油。鉛化合物などの明らかに人体に有害である物質を含まない。
3H直接食品に接触する目的で使用される潤滑剤。食品との直接接触する離型剤、グリルやフライパン等の上で焦げ付きを防ぐ植物油など。
NSFは各規格の潤滑剤を登録している。衛生管理基準の国際的な規格FSSC22000は食品や包装容器メーカーを対象に、食品への意図的な異物混入の防止策などを規定している。FSSC22000では食品への潤滑剤混入リスク対策としてNSF H1登録潤滑剤の使用を推奨している。食品機械用グリースの用途としては煮物釜、オーブン、ミキサー、ミンチ機、食肉加工機、洗瓶機、瓶詰機、缶詰機、食品用コンベアなどである。

## 増稠剤・基油別分類
JIS規格による用途分類とは別に、増稠剤や基油による分類方法が一般的に用いられている。

### 増稠剤別分類：石鹸型
石鹸型グリースは一般に増稠剤として金属石鹸を含む。金属石鹸の高級脂肪酸が網目構造を形成しており、構造粘度を成り立たせている。基本的に、機械的安定性、耐水性、耐熱性は金属石鹸の種類によって決まる。
金属石鹸の原料の油脂類が高級脂肪酸のみであるものが通常の石鹸型である。これとは別に、高級脂肪酸とともに低級脂肪酸またはその他の有機酸が組み合わされた複合石鹸型がある。複合石鹸型の網目構造において構成繊維は太く、かつ高密度に絡まり、構造粘度は非常に高い。このため通常の石鹸型よりも複合石鹸型は耐熱性が高い。
カルシウムグリース
別名カップグリース。増稠剤にカルシウム石鹸が用いられている。製造工程では、鉱油と脂肪酸、水酸化カルシウム及び水が混合され、加熱されて十分に鹸化された後、水分を調節されてカルシウムグリースが製造される。特徴として、耐水性に優れている。熱に弱く、滴点が低い。60℃以下で比較的低速・低荷重の一般滑り軸受等の潤滑、特に、耐水性に優れていることから水を使用する箇所の潤滑に適している。自動車のシャーシ用として特に一般的に用いられ、そのほかの使用例に車輌や建設機械の足回り、水用やコンクリート用のポンプ摺動部などがある。石鹸に牛脂系脂肪酸が用いられている場合、使用可能な最高温度は70℃である。なぜなら、牛脂系脂肪酸の網目構造は構造安定に1％前後の水分を必要とし、80度以上では水分が分離してグリースが液体化するためである。石鹸にひまし油系脂肪酸が用いられている場合、グリースは水分無しでも安定な構造を作るため、約100℃まで使用できる。
カルシウム複合グリース
増稠剤はカルシウム複合石鹸であり、これには高級脂肪酸と、酢酸といった低級脂肪酸が組み合わされている。万能型でころがり軸受けや滑り軸受けに使用される。EP剤が添加されている場合、極圧グリースとして使われる。最高使用可能温度は120 - 150℃であり、複合化処理をされていないカルシウムグリースと比べて耐熱性は高い。しかし、経時または高温で硬化する傾向にある。
ナトリウムグリース
増稠剤がナトリウム石鹸であるグリース。繊維状構造を持ち、ファイバーグリースとも呼ばれる。最高使用可能温度は120 - 150℃であり、耐熱性は高い。製造条件によって繊維を長く太いものから短いものまで製造できる。耐水性が低く、水に触れる箇所には使用できない。なぜなら、ナトリウム石鹸は水に接触すると乳化するためである。転がり軸受けなどに使用されている。
アルミニウムグリース
増稠剤がアルミニウム石鹸であるグリース。金属への粘着性が良い。最高使用可能温度は80℃であり、耐熱性は低い。耐熱性を強化したアルミニウム複合グリースがよりよく用いられる。自動車シャーシ開放歯車に使われる。
アルミニウム複合グリース
増稠剤がアルミニウム複合石鹸であるグリース。アルミニウム複合石鹸は、水酸化アルミニウムにステアリン酸と安息香酸を反応させて生産される。最高使用可能温度は120 - 180℃と、石鹸型の中で特に耐熱性が高い。耐水性と機械的安定性も非常に優れており、撥水性と圧送性も良い。欠点として、長時間熱に曝されると軟化する傾向にある。
リチウムグリース
増稠剤がリチウム石鹸であるグリース。最高使用可能温度は130 - 150℃と耐熱性に優れ、さらに耐水性や機械的安定性も高い。最も欠点が少ないグリースとされ、万能型グリースや汎用グリース（マルチパーパスグリース multi purpose grease）と位置づけられる。リチウムグリースの使用で潤滑分野の80％は満足することができると考えられている。特に、中小型のボールベアリングに広く採用されている。グリースの中でとりわけ生産量が高く、米国で58%（2004年）、日本で58%（2014年）である。リチウム石鹸には牛脂系とひまし油系があるが、ひまし油系でより機械的安定性は高い。他の石鹸型グリースと混合すると性質が著しく変わる可能性が高い。
リチウム複合グリース
増稠剤がリチウム複合石鹸であるグリース。リチウム複合石鹸は、水酸化リチウムに高級脂肪酸と二塩基酸あるいは無機酸（ホウ酸など）を反応させて生産される。耐熱性が非常に高い。滴点が260度以上のものも存在する。

### 増稠剤別分類：非石鹸型
石鹸型のグリースの多くで使用温度が70–150℃に対して、非石鹸型は200℃以上で使用可能である。
ベントナイトグリース
増稠剤が有機化ベントナイトであるグリース。最高使用可能温度は150 - 200℃と耐熱性が非常に高い。水の存在下で発錆しやすい。長期間高温で使用すると炭化する。他の石鹸型グリースと混合すると性質が著しく変わる可能性が高い。
シリカゲルグリース
最高使用可能温度は150 - 200℃と耐熱性が非常に高い。水の存在下で発錆しやすい。耐水性や機械的安定性は低い。
ウレアグリース
分子内にウレア結合を2個以上有する有機化合物（ジウレア、テトラウレア化合物またはポリウレア）が増稠剤である。最高使用可能温度は150 - 200℃と耐熱性が非常に高い。耐水性や機械的安定性も高い。リチウムグリース以上の万能性を有し、リチウムグリースの耐熱限界となる潤滑箇所に主に利用される。使用例は製鉄メーカーの連続鋳造設備、圧延機、自動車部品、電装部品などである。欠点として、高温で硬化する傾向がある。
ナトリウムテレフタレートグリース
増稠剤がナトリウムテレフタレートであるグリース。油分離性が特に大きい。分離した際、稠度が小さくなるだけでなく、金属錯体を含有するため酸化劣化する。

### 基油別分類
グリースの多くは基油を鉱油としている。合成油は鉱油と比べて高価であるが、硫黄といった不純物を含まない。合成油は特殊な用途の場合に採用される。
鉱油系グリース
一般的な石鹸型グリースには、鉱油が使われている。鉱油はパラフィン系とナフテン系がある。鉱油は合成油と比べると安価である。欠点として、精製で取り除ききれない不純物のため、熱安定性が低いこと、流動点が高いことである。低くとも-20℃で凝固する。このため、合成油と比べると使用温度範囲は狭い。
PAO系グリース
基油がポリ-α-オレフィン（PAO）のグリース。PAOは潤滑性、粘度温度特性、低温流動性、耐熱性、および酸化安定性に優れる。増稠剤は主にウレア化合物かリチウムヒドロキシステアレートである。
PAOグリースの使用温度限界はウレア化合物で200℃、リチウムヒドロキシステアレートで150℃である。200℃の使用環境ではウレア系増稠剤と有機酸エステルの組み合わせはより高い潤滑性と酸化安定性を示すが、エステル系グリースは耐油性と耐水性に劣り、また高粘度のエステル油が多く存在しない。このため、高温環境ではPAO系のウレアグリースがより多く使用される。
PAOは比較的樹脂への影響が小さいが、70℃でもPC樹脂やPC/ABSアロイ樹脂を侵す。
エステル系グリース
基油が有機酸エステル（ジエステルまたはポリオールエステル）のグリース。有機酸エステルは一般に流動点が低く、粘度指数と引火点が高い。このため、エステル系グリースは低トルク性と低摩擦性に優れる。高引火点のため、難燃性を要する分野に利用される。熱安定性が高く、長期間の使用に耐え得る。有機酸エステルのエステル基は金属と結合して分子レベルの潤滑膜を形成するため、エステル系グリースは潤滑性に特に優れる。一般にジエステルよりもポリオールエステルの潤滑性が高い。有機酸エステルは一般に広い使用温度範囲を持つが、ジエステルは低温性が、ポリオールエステルは高温性がより強い。エステル系グリースはシリコーングリースよりも低価格で潤滑性に優れるため、シリコーングリースの代替品として利用されることがある。欠点として、耐油性と耐水性が低い。また、有機酸エステルはゴムを膨潤させる傾向がある。
フッ素グリース
基油がパーフルオロアルキルエーテル（PFAE）であるグリース。増稠剤にポリテトラフルオロエチレン（PTFE）を使用する。フッ素グリースは耐熱性、耐水性、機械的安定性ともに非常に高い。特に200℃以上の使用環境で多く使用される。PFAEは酸化劣化や揮発しにくく、長期使用に有効である。フッ素グリースは温度変化による性質の変化が小さく、低温から高温まで幅広く使用できる。基油は蒸気圧が小さいのでフッ素グリースは真空やクリーンルームで使用できる。不燃性であり、強酸や強塩基といった薬品や溶剤に対して強い。プラスチックやゴムを侵さず、それら部品の潤滑に適合する。欠点として、PFAEは多種の合成油や鉱物油に溶けない。このため、フッ素グリースを防錆剤や他のグリースが残っている場所に使用するとグリースがなじまずに摩擦や摩耗が生じる場合がある。また、高温（300℃程度）で熱分解すると有害なガスが発生する恐れがある。
シリコーングリース
基油がシリコーンオイルであるグリース。シリコーンオイルは耐熱性・耐寒性・化学的安定性などに優れており、シリコーングリースもこれらの性質を有する。シリコーンオイルはゴムやプラスチックを侵さないため、ゴム部品やプラスチック部品の潤滑に利用される。増稠剤は金属石鹸などである。en:Silicone greaseも参照。
フェニルエーテル系グリース
基油がフェニルエーテル系の合成潤滑油（二環以上のフェニルエーテルの、ポリフェニルエーテルの、あるいはフェニルチオエーテルのアルキル化合物）であるグリース。フェニルエーテル系合成油の利点は、常温で液体の有機化合物の中で最高の耐熱性と耐酸化性である。欠点は粘度指数の低さ、流動点の高さ、非常に高い価格などである。フェニルエーテル系グリースは、非常に高温な現場で使用される。
特に、種々のアルキルジフェニルエーテルは耐熱性と耐酸化性に加えて潤滑性が高く、耐熱グリースの基油として多く用いられる。例えば、C16, C18のアルキル基を付加したモノアルキルジフェニルエーテル（MADE）と、C12, C14を付加した重質アルキルジフェニルエーテル（HADE）は鉱油と同程度の潤滑性や耐荷重性を示す。
一般的に、高温や高荷重などの過酷な条件で転がり軸受にグリースを用いた場合、軸受の金属組成が変化して金属表面が剥離する。この剥離現象は、グリースの分解により生じた遊離水素が金属を攻撃するためだと考えられている。フェニルエーテル系合成油は通常のエステル系やα‐オレフィン系合成油、および鉱油よりも熱、酸化、放射線などへの安定性が高く、遊離水素を生じさせにくい。このため、フェニルエーテル系グリースはエステル系グリースやPAO系グリースよりも、金属を剥離させるまでの期間が長い。放射線による劣化速度が遅い。

## その他のグリース
上記のもの以外に、室温では柔らかい固体であるような潤滑剤もしばしばグリースと呼ばれる。しかしながら、それらは油・脂肪酸塩グリースとは異なり塑性流体であるとは限らない。ワセリンのような石油ゼリーもグリースと呼ばれることがあり、食品類を扱うような機械・装置に一般的に用いられている。

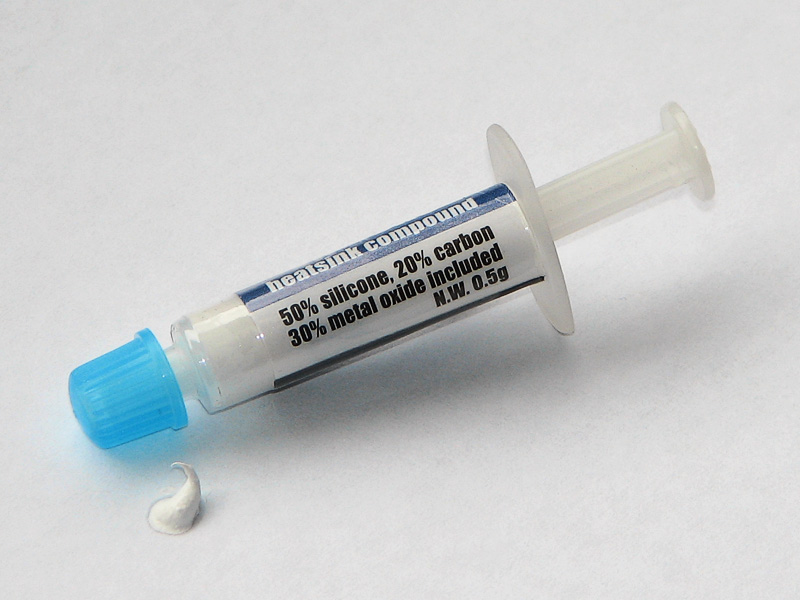
ヒートシンク用のシリコングリース

シリコングリース

シリコングリースは不定形シリカフュームを添加したポリシロキサン化合物であり、潤滑剤として用いられ、腐食されにくい。油を主成分としないためゴムシールなど油に弱い部位にしばしば使われる。高温でも安定であり、純粋な形で、または酸化亜鉛等熱伝導率の高い粒子を添加してコンピュータのGPUやCPU 用のヒートシンクを接着する際等に使われる（放熱グリス）。
フルオロエーテルグリース
エーテル (C−O−C) 結合を持つフッ素樹脂は柔軟性に富み、化学的に安定であることから環境調和型のグリースとしてしばしば使用される。デュポン社のクライトックス (Krytox) などが知られる。

## 製造方法
製造工程はグリースの種類や、求められる性能によって異なる。石鹸型グリースと非石鹸型グリースで大別される。

### 石鹸型グリース
石鹸型グリースの製造工程には、工程に石鹸の合成（鹸化工程）が含まれる方法（鹸化法）と、含めずに石鹸の完成品が利用される方法（混合法）とがある。鹸化法は1．鹸化工程、2．冷却工程、3．ミリング工程、4．脱泡工程、5．充缶工程に分かれる。また鹸化法は、鹸化工程が常圧で行われる常圧鹸化法と、高圧で行われる加圧鹸化法に分かれる。混合法では1の鹸化工程が無い。各工程について解説する。
1. 鹸化工程
金属水酸化物の水溶液と油脂類は潤滑油に加えられ、加熱と撹拌を加えられる。すると鹸化反応が起こり、潤滑油を均一に含んだ石けん、すなわち石鹸型グリースが合成される。合成後、不用となった水は取り除かれる（蒸発除去）。鹸化工程が常圧で行われる常圧鹸化法では応用範囲は広く、ほとんどのグリースがこの方法によって製造されている。加圧鹸化法では、鹸化反応から脱水にかかる時間が非常に短い。石鹸に完成品が利用される方法では、鹸化工程は省略される。
2. 冷却工程
鹸化工程が終わるとグリースは溶融または半溶融まで昇温させられる。次に冷却工程に進む。冷却工程では各グリースに最適な冷却温度、冷却速度、攪拌速度が設定されてグリースは冷却される。またこの時点で添加剤類や追加の基油が添加されて均一に分散させられる。このため、冷却工程は混合工程とも呼ばれる。なお、鹸化工程と冷却工程での過熱、撹拌、冷却など操作の設定は石鹸の立体構造と分散度を決め、グリースの性能の差を生む[14]。例えば、冷却時間を長くすると石鹸繊維は長くなり、短くすると短くなる傾向がある。
3. ミリング工程
冷却されたグリースは様々な装置（コロイドミル、ロールミル、ニーダー、ホモジナイザー等）を通過して均一化される。コロイドミルやロールミルは石鹸繊維の太さや長さを揃え、かつ、グリース中の密度を均一に分散させる。ミリング工程によってグリースは性能が均一になり、また、滑らかになる。ミリング工程前はグリースの性能や性状は場所によってばらつき、流動性が低い。
4. 脱泡工程
グリースは脱泡槽に送られる。脱泡槽内は減圧されており、グリース中の気泡は除去される。この工程はグリースの外観価値を高めるほか、貯蔵安定性および潤滑性能の寿命を延ばす。
5. 充缶工程
脱泡槽から出てきたグリースはフィルターメッシュを通り、グリース中のゴミや異物は取り除かれる。そして、グリースはドラム缶やペール缶などの容器に充填させられる。一般的に容器には1 - 2.5 kgの小缶や、16kgの角缶及びペール缶、180kgのドラム缶がある。容器は規定の表示および包装を付けられる。

### 非石鹸型グリース
鹸化反応が無いため、石鹸型グリースの製造工程における鹸化工程と冷却工程が無い。潤滑油や増稠剤、添加剤を混合・分散した後の工程は石鹸型グリースと同様にミリング工程、脱泡工程、充缶工程へと進む。

## 管理方法
グリースの性能を維持するためにはある注意事項を守って保管や運搬、使用をしなければならない。基本的な注意事項はグリースで共通である。

### 保管方法
屋内保管
基本的にグリースは冷暗所に保管する。これはグリースは酸化されやすいためである。このため、高温多湿や直射日光により劣化する虞がある。屋外、特に直射日光に曝される場合は容器内の空気の膨張や収縮によりグリースは呼吸作用を起こし、水を吸収することがある。屋外の貯蔵では、グランドシートを被せたり、別製蓋で閉じたりすることにより劣化を回避することができる。
横倒しや転倒厳禁
グリースが入った容器を横倒しにしたり転がしたりするとグリース中に気泡が出現する虞がある。なぜなら、グリースは半固体であるため気泡を巻き込みやすいためである。また、グリース中の気泡は抜けにくく、使用中でも抜けないことがある。気泡はポンプ圧送の支障になったり、グリースの酸化を促進したりする。
撹拌に注意
保管中または使用途中の容器内でグリースから油が分離することがある。このときにグリースを不適切に撹拌すると、グリース内に気泡が混入する虞がある。油分離の程度が多少であれば、気泡が入らないように静かに撹拌すると良い。

### 運搬方法
運ぶときは容器の向きに注意し、常に縦向きにすることが望まれる。一般的に運搬の際は、容器が縦向きを維持するようにし、フォークリフトやドラムポーター、クレーン等で移動させる。運搬器具がない場合はドラムを20度ほど傾けて転がす方法がある。

### 使用上の注意
異物の混入
異物の混入を防ぐためには次の対策が有効である。不必要に容器の天部を開けて放置しない、不完全な蓋をしない。グリースをベアリングに詰める前に、ベアリングをよく洗浄して異物を取り除く。取扱者の不注意によるウエス、砂、ゴミなどの混入は起こり得るものと考え、取扱者個々人の注意だけに頼らずに設備的・制度的な対策を講じる。グリースの取り扱いにおいて容器やへら等は清浄なものを使用する。また、取り扱い前に手は清潔にしておく。
加熱しないこと
グリースへの加熱はグリースを酸化劣化させ、耐久寿命を短くする。例えば、通常のリチウムグリースは120℃以上の熱を受けると相変化を起し、180℃以上では融解する。相変化や融解の後に温度が室温に戻っても、グリースは初期の正常な状態に復元しない。このような場合、性能が著しく低下する虞がある。
異種グリースの混合
原料の石鹸の種類が同一の場合、グリースの混合による性能低下の危険性は少ないが、できるだけ避けることが望ましい。石鹸が異種である場合、一般に性能は低下する危険性が大きい。下表に石鹸型と非石鹸型の混合による影響を示す。
| 増稠剤       | カルシウム | ナトリウム | アルミニウム | リチウム | ベントナイト | シリカ | ウレア |
| ------------ | ---------- | ---------- | ------------ | -------- | ------------ | ------ | ------ |
| カルシウム   | ○          | △          | △            | △        | ×            | △      | ○      |
| ナトリウム   | △          | ○          | △            | ×        | ×            | △      | △      |
| アルミニウム | △          | △          | ○            | ×        | ×            | ×      | △      |
| リチウム     | △          | ×          | ×            | ○        | ×            | △      | △      |
| ベントナイト | ×          | ×          | ×            | ×        | ○            | ×      | ×      |
| シリカ       | △          | △          | ×            | △        | ×            | ○      | ×      |
| ウレア       | ○          | △          | △            | △        | ×            | ×      | ○      |
○：一般的に両方の性質に応じた変化をする。△：かけ離れた変化をすることがある。×：著しくかけ離れた変化をする。
異種グリースの混合は様々な場面で起こり得る。例えば、塗布したグリースが古くなったため新しく高機能なグリースに切り替えるなど。理想的には塗布箇所を洗浄してグリースを取り除くことが望ましい。しかし、実際の工業現場には洗浄が行われることは少ない。洗浄を行わない場合、必要量以上に給脂量を増加して旧グリースをほぼ完全に押し出すことが推奨される。
空気を混入させないこと
空気の混入を避けるためには、集中給脂、グリースガン給脂、手差しのいずれの場合でも注意や対策をする必要がある。

### 劣化分析
グリースの劣化分析の第一の目的は、グリースを塗布した潤滑面の潤滑状況を調査することと、その潤滑面の寿命について考察することである。機械部品の潤滑面の寿命および、寿命となる損傷形態やその原因は部品や運転条件によって千差万別である。使用前からのグリースの変化を分析することにより、その潤滑面が蓄積している損傷の形態や原因を特定できる。ただし、グリースの劣化が潤滑面の寿命の到達とは限らない。グリースが同程度に劣化したとしても、ある機械部品や運転条件では潤滑面は寿命となるが、別の場合では引き続き問題なく使用できることが多い。
グリース中の摩耗粉の定性・定量分析は潤滑面の潤滑状況の推定に役立つ。潤滑面の材料が鋼であれば鉄分、黄銅製保持器を有する転がり軸受の場合は銅分、樹脂材料の場合は樹脂成分が摩耗粉となり、定量分析で評価され得る。成分分析は錆やフレッチングなど、用途に特異的な損傷の検出も可能である。
グリースの劣化分析の第二の目的はグリースの劣化の程度を評価すること、そして劣化の原因を推定してその対策を決定することである。グリースの劣化がある程度まで進行するとグリースは十分な潤滑性能を失う（潤滑寿命に達する）。グリースの劣化評価において最も重要な分析項目は稠度である。稠度が増加してグリースが硬化、あるいは減少して軟化すると潤滑寿命となるためである。その他の検査項目として、一般的に、酸価や滴点、銅板腐食が初期値と比べて変化しているかで劣化は判定される。劣化の要因の特定には赤外分光法やフェログラフィ分析が用いられる。グリースの劣化要因は化学的要因（熱、酸化）、物理的要因（機械的剪断、熱、真空、遠心力）、異物の混入（摩耗粉、塵埃、水）の3つである。化学的要因および、摩耗粉や塵埃などによる異物の混入は赤外分光法で判定できる。物理的要因は残油分の定量および、電子顕微鏡による増稠剤の構造変化の観察で判定できる。水分の混入は水分試験で判定できる。
検査操作や分析装置にかけずにグリースの劣化を外見や臭気で判定できる場合がある。一般的にグリースは劣化すると、新品と比べて濃色となり、鼻がツンとするような酸っぱい臭いとなる。その他、明らかなグリース劣化の外観的特徴としては、表面に油が多量に浮く、鉄分の混入で黒色化、水分の混入でグリースが乳化、グリースから水が認められるなどである。
グリースは劣化により硬化（稠度低下）する場合と軟化（稠度増加）する場合のどちらもある。稠度の変化率が±15 - 20%以上である場合、一般的にグリースの交換を検討しなければならない。硬化の原因は遠心力による基油の分離、熱による増稠剤の重合などである。硬化の場合、潤滑面の焼き付きや摩耗が発生している可能性がある。軟化の原因は過剰な負荷による増稠剤の破断、または水の混入が多い。軟化の場合でも潤滑面から漏洩がなければ使用可能である。漏洩が見られれば速やかにグリースの補給や交換などが講じられる必要がある。
滴点は劣化に伴い低下する。一般的な基準では下記のようになると劣化と判定する。
- カルシウム系 50℃以下
- アルミニウム複合系 180℃以下
- リチウム系 140℃以下
- リチウム複合系 200℃以下

赤外分光法はグリース中の成分とその量を分析することができ、比較的簡易な判定方法である。また、酸化防止剤の残量が分かるため、試料がこのまま継続して使用できるか推定できる。劣化要因となる異物（異種グリース、摩耗により金属表面から分散した酸化鉄、樹脂やゴムなどのシール材から滲み出たエステルなど）の混入も検出できる。

## 表示
日本工業規格のJIS K 2220:2013はグリースの表示を定めている。JIS規格のグリースにおいて、容器の見やすい箇所に、容易に消えない方法で次の事項を表示しなければならない。1)種類。用途別または種別と稠度番号を示す必要がある。例：一般用グリース1種2号。2)正味質量。3)製造業者名またはその略号。4)製造年月日またはその略号。5)ロット番号。
国際標準化機構の国際規格ISO6743-9では、グリースの品質の表示について規格を定めている。この規格の表示法では5桁のアルファベットでグリースの品質を表す。グリース製品では5桁の最初をXとし、後ろの4桁がそれぞれ使用温度低温側下限、高温側上限、使用条件下での水の影響、耐荷重性能を指す。各桁の意味を下表に示す。例えばXBCEAの製品は、使用温度範囲が－20℃ - ＋120℃のグリースで、湿度のある作業環境下で使用可能な防錆性を有し、極圧性は無い。
| 使用温度範囲        | 使用条件下での水の影響 | 使用条件下での水の影響 | 耐荷重性能 |
| 低温側下限          | 高温側上限             | 耐水性と防錆性         | 極圧性     |
| ------------------- | ---------------------- | ---------------------- | ---------- |
| 0℃以上 → A          | 60℃以下 → A            | 乾燥で防錆無し → A     | 無し → A   |
| -20℃ - 0℃未満 → B   | 60℃ - 90℃ → B          | 乾燥で純水防錆 → B     | 有り → B   |
| -30 - -20度未満 → C | 90℃ - 120℃ → C         | 乾燥で塩水防錆 → C     |            |
| -40 - -30度未満 → D | 120 - 140℃ → D         | 湿気ありで防錆無し → D |            |
| -40度未満 → E       | 140 - 160℃ → E         | 湿気ありで純水防錆 → E |            |
|                     | 160 - 180℃ → F         | 湿気ありで塩水防錆 → F |            |
|                     | 180℃以上 → G           | 水と接触で防錆無し → G |            |
|                     |                        | 水と接触で純水防錆 → H |            |
|                     |                        | 水と接触で塩水防錆 → I |            |

## 歴史
- 1845年 米国で鉱油と増稠剤（獣脂または石灰）からカルシウムグリースが開発された[13]。
- 1853年 英国で鉱油と増稠剤（牛脂またはソーダ）からナトリウムグリースが開発された。
- 1912年 日本で初めてグリース（カルシウム石鹸基グリース）の生産が開始された。リチウムグリースが発明されるまで、熱に弱いが耐水性のカルシウムグリースと、水に弱いが耐熱性のナトリウムグリースとが使い分けられていた[14]。
- 1938年 リチウム石鹸基グリースが開発された。熱にも水にも強い最初の万能型グリースとして世界で普及し始めた。
- 1952年 アルミニウム複合グリースが発明された。既存のグリースを超える耐熱性グリースとして普及し始めた。
- 1954年 米国にて、世界で初めてウレアグリースが発明された。